# オルガ・ヘプナロヴァ
- オルガ・ヘプナロヴァ
- オルガ・ヘプナロヴァー

オルガ・ヘプナロヴァ（チェコ語: Olga Hepnarová、1951年6月30日 - 1975年3月12日）は、チェコスロバキアのスプリー・キラーで、1973年7月10日に、プラハでトラックを暴走させ、8人を死亡させた。この事件でヘプナロヴァには死刑判決が下り、1975年に絞首刑に処せられた。チェコスロバキアで最後に死刑執行された女性である。

## 生い立ち
オルガ・ヘプナロヴァは1951年6月30日に、プラハでチェコ人の両親の元に生まれた。父は銀行員、母は歯科医という家庭だった。ヘプナロヴァは平凡なこどもであったが、成長に伴い精神科的問題を抱えるようになる（他人とのコミュニケーションに難があったなど、アスペルガー症候群の諸症状を思わせる）。1964年には薬物過剰摂取で自殺を図り、その後1年余りをオパジャニの精神科病棟で過ごした。退院後は様々な職に挑んだが大抵は短期間で解雇されてしまった。プラハで製本工の訓練を受けた後、1年ほどヘプで働き、その後またプラハに戻った。その後はトラック運転手として働き始め、次第に家族（特に父や姉）との連絡を絶つようになった。彼女はオレシュコの村に小屋を買い、そこから通勤するようになった。後に小屋を売却して、その金でトラバントの車を購入している。

## 放火事件
ヘプナロヴァの父はザブロディの村にある農園を相続しており、家族の憩いの場として使われていた。1970年8月7日の朝、ヘプナロヴァは火炎瓶を用いて、この建物の居住区域にある扉に火を点けた。彼女は火がドーマーを通じて干し草置き場に達し、敷地全体が焼け落ちるのを期待していた。ヘプナロヴァの姉と賃貸人（75歳を超えた老夫婦）は放火当時、家の中で就寝していたが、すぐに放火に気付いて消火することができた。最終的な被害額はわずか50チェコスロバキア・コルナほどだった。彼女は事件現場の農場から夜間に徒歩で逃走し、その後はナーホトからタクシーを拾って逃げた。当初ヘプナロヴァは容疑者にも挙げられていなかったが、1973年の精神鑑定中に本人が自白したことで明るみに出た。動機として、この資産自体が両親の金銭トラブルの火種になることを挙げていた。

## トラックによる攻撃

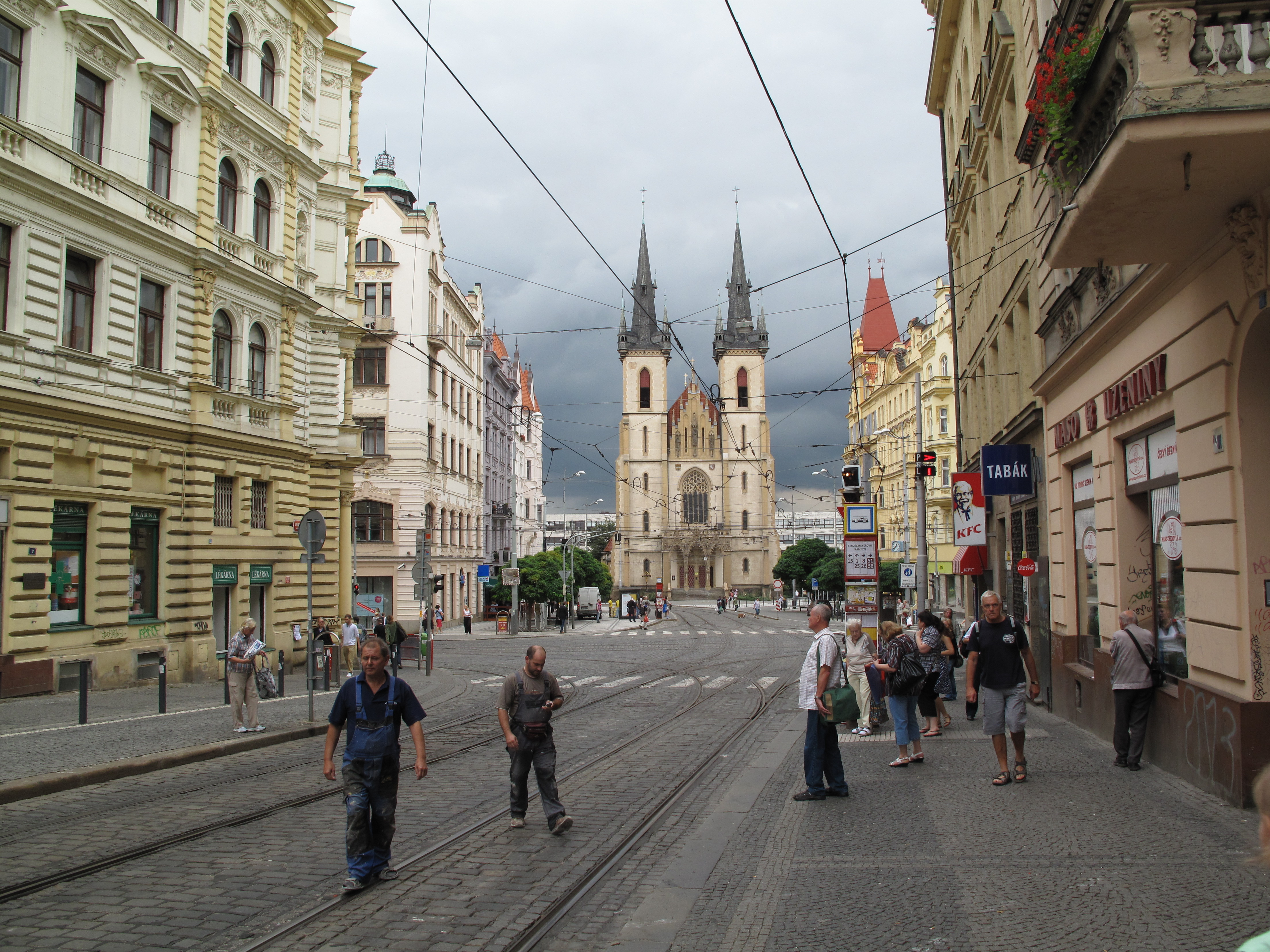
ストロスマイェル・スクエア（Strossmayer Square）の路面電車停車場

ヘプナロヴァは事件の6ヶ月前からトラック攻撃を計画し始めた。彼女は周りの全員が自分を傷付けようとしていると信じ込んでおり、後に「道で理由もなく殴られたが、誰も自分を助けてくれなかった」と述べている。ヘプナロヴァは名も無き自殺者となるのを拒み、自分の名前を記憶してほしいと望んでいた。
当初の計画は、急行列車を脱線させたり、満員の部屋で爆発テロを起こしたりというものだったが、技術的要求が高すぎるとして計画を断念し、代わりに集団攻撃をすることにした。彼女はオートマチックを使用してヴァーツラフ広場で乱射事件を起こす計画を立て、スヴァザームの銃撃訓練に参加した。しかしながら、事件現場ですぐに殺害されるのを恐れ、また火器の扱いが難しかったことから、また計画変更した。最終的には自動車で殺人事件を起こすことにした。
1973年の1月11日から7月10日にかけて、彼女はプラハ通信事業 (The Prague Communications) のホステル（現在のペンション・マレシチェ）の502号室に居住していた。7月9日には自分の小屋に別れを告げる旅に出て、そこで愛着を持っていたトラバントの車を放棄している。翌7月10日、彼女はテストドライブをして、借りる予定のトラックを乗りこなせることを確認した。
1973年7月10日の13時30分、ヘプナロヴァは「平和の擁護者」（英: Defenders' of Peace、現在のミラダ・ホラーコヴァー（チェコ語: Milada Horáková））からプラガRNのトラックに乗り、プラハ7地区のストロスマイェル・スクエア（英: Strossmayer Square、チェコ語: Strossmayerovo náměstí）に到着すると、歩道を暴走運転し路面電車を待っていた約25人を殺傷した。トラックが自然に停まった後、目撃者たちは、技術的問題で自動車が制御を失ったと考えて、ヘプナロヴァを救助しようとした。しかしながらヘプナロヴァは現場ですぐに、意図的に群衆へ突っ込んだことを認めた。現場で3人が即死、事件当日に3人が死亡し、数日の間に2人が死亡したほか（死者は60歳から79歳だった）、12人が負傷した。
事件の前、ヘプナロヴァは「スヴォボドネ・スロヴォ」(Svobodné slovo) と「ムラディ・スヴェト」(Mladý svět) の2紙宛に手紙を送っており、その中で自分の行動は、自分の家族や世界から向けられた憎悪の感情に対する復讐なのだと述べていた。手紙は事件の2日後に両紙に届いた。
「私は孤独なのです。破壊された女です。人々に破壊された女で……自分を殺すか、他人を殺すかという選択肢があります。私は憎しみを向けてきた人たちに仕返しする方を選びました。名前も分からない自殺者としてこの世を去るのは安易すぎます。言葉でなく実行を。社会はあまりに無関心です。私の評決は以下の通りです：私、オルガ・ヘプナロヴァは、あなた方の残忍な行為の被害者として、皆様に死刑を宣告します」
I am a loner. A destroyed woman. A woman destroyed by people ... I have a choice – to kill myself or to kill others. I choose TO PAY BACK MY HATERS. It would be too easy to leave this world as an unknown suicide victim. Acta non verba. Society is too indifferent, rightly so. My verdict is: I, Olga Hepnarová, the victim of your bestiality, sentence you to death.

## 逮捕と判決
事件捜査の中で、ヘプナロヴァはできるだけ多くの人間を殺したいと望んでいたと認めた。精神鑑定で自分の行動を全て把握していたことが分かり、彼女自身に悔恨の念もなかった。路面電車の停車場に向けては緩やかな下り坂で、坂を下りながら速度が出ることを見越して計画を立てていた。また最初に停車場に到着した時には客が少なかったことから、現場に人が増えるのを待って犯行に臨んでいた。ヘプナロヴァ自身も処刑を要求した。1974年4月6日、地裁はヘプナロヴァへ殺人罪で死刑判決を下した。高裁でもこの判決は支持され、更に最高裁では公共の場の危険行為に対する罪も加えられた上で、死刑判決が確定した。複数回の精神鑑定の後、ヘプナロヴァは事件の責任能力があると認められ、チェコスロバキア首相だったルボミール・シュトロウガルは恩赦を拒否した。
ヘプナロヴァは1975年3月12日に、プラハのパンクラーツ刑務所で絞首刑に処せられた。彼女はチェコスロバキアで処刑された最後の女性であり、ショート・ドロップ (short-drop) で絞首刑が執行された最後のひとりでもあった。処刑前のヘプナロヴァの様子に関してはいくつかの説があり、穏やかに処刑に向かったという説と、直前にヒステリックに騒ぎ出して命乞いを始め、看守が絞首台へ引っ張っていったという説がある。

## メディア作品
- 1991年、ボフミル・フラバルは書籍 "Ponorné říčky" を出版し、オルガと呼ばれた「美しい女性」を絞首台へ送ったパンクラーツ刑務所の処刑人の悔恨を描いた[10]。2001年にロマン・チレク（チェコ語版）が出版した "Oprátka za osm mrtvých" では、今日残る文書が集められている。
- 2016年にはチェコ・ポーランド合作のドラマ映画として、『私、オルガ・ヘプナロヴァー』(チェコ語: Já, Olga Hepnarová) が制作された[11]。ミハリーナ・オルシャニスカが主演し、トマーシュ・ヴァインレプとペトル・カズダの監督作品となった。作品は2016年に開かれた第66回ベルリン国際映画祭パノラマ部門に出品された[12]。